# Зубаїрівський сільський округ
Зубаї́рівський сільський округ (каз. Зубаир ауылдық округі, рос. Зубаировский сельский округ) — адміністративна одиниця у складі Бородуліхинського району Абайської області Казахстану. Адміністративний центр — село Зубаїр.
Населення — 403 особи (2021; 566 у 2009, 776 у 1999, 1216 у 1989).
Станом на 1989 рік існувала Зубаїрівська сільська рада (села Байтанат, Жанааул, Зубаїр) колишнього Жанасемейського району.

## Склад
До складу округу входять такі населені пункти:
| Населений пункт | Старі назви       | Населення, осіб (1989) | Населення, осіб (1999) | Населення, осіб (2009) | Населення, осіб (2021) |
| --------------- | ----------------- | ---------------------- | ---------------------- | ---------------------- | ---------------------- |
| Байтанат, село  | -                 | 147                    | 160                    | 144                    | 60                     |
| Жанаауил, село  | Жанааул, Жана-Аул | 215                    | 100                    | 70                     | 49                     |
| Зубаїр, село    | -                 | 854                    | 516                    | 352                    | 294                    |